# Episodi de La signora in giallo (sesta stagione)
La sesta stagione della serie televisiva La signora in giallo è composta da 22 episodi, trasmessi per la prima volta negli Stati Uniti sul canale CBS tra il 24 settembre 1989 e il 20 maggio 1990.
In Italia è stata trasmessa in prima visione dal 21 ottobre al 19 novembre 1991, eccetto il terzo episodio trasmesso il 23 novembre 1991.
| nº | Titolo originale                            | Titolo italiano                    | Prima Tv USA      | Prima TV Italia  |
| -- | ------------------------------------------- | ---------------------------------- | ----------------- | ---------------- |
| 1  | Appointment in Athens                       | Appuntamento ad Atene              | 24 settembre 1989 | 21 ottobre 1991  |
| 2  | Seal of the Confessional                    | Segreto confessionale              | 1º ottobre 1989   | 22 ottobre 1991  |
| 3  | The Grand Old Lady                          | Rose gialle per una lady           | 8 ottobre 1989    | 23 novembre 1991 |
| 4  | The Error of Her Ways                       | L'errore di Jessica                | 15 ottobre 1989   | 24 ottobre 1991  |
| 5  | Jack and Bill                               | Jack e Bill                        | 29 ottobre 1989   | 25 ottobre 1991  |
| 6  | Dead Letter                                 | Lettera morta                      | 5 novembre 1989   | 28 ottobre 1991  |
| 7  | Night of the Tarantula                      | Tamburi di morte                   | 12 novembre 1989  | 29 ottobre 1991  |
| 8  | When the Fat Lady Sings                     | Delitto imperfetto                 | 19 novembre 1989  | 30 ottobre 1991  |
| 9  | Test of Wills                               | Prova generale                     | 26 novembre 1989  | 31 ottobre 1991  |
| 10 | Class Act                                   | Il caso del tenente Ballinger      | 3 dicembre 1989   | 1º novembre 1991 |
| 11 | Town Father                                 | Le virtù di Sam                    | 17 dicembre 1989  | 4 novembre 1991  |
| 12 | Goodbye Charlie                             | Giù le mani dal morto              | 7 gennaio 1990    | 5 novembre 1991  |
| 13 | If the Shoe Fits                            | Jessica e il piccolo investigatore | 21 gennaio 1990   | 6 novembre 1991  |
| 14 | How to Make a Killing Without Really Trying | Azione privilegiata: omicidio      | 4 febbraio 1990   | 7 novembre 1991  |
| 15 | The Fixer-Upper                             | Vendesi villa con morto            | 11 febbraio 1990  | 8 novembre 1991  |
| 16 | The Big Show of 1965                        | La donna in nero                   | 25 febbraio 1990  | 11 novembre 1991 |
| 17 | Murder - According to Maggie                | Ciak, si uccide                    | 4 marzo 1990      | 12 novembre 1991 |
| 18 | O'Malley's Luck                             | Irlandesi teste dure               | 25 marzo 1990     | 13 novembre 1991 |
| 19 | Always a Thief                              | Il dollaro Stuart                  | 8 aprile 1990     | 14 novembre 1991 |
| 20 | Shear Madness                               | Attimi di follia                   | 29 aprile 1990    | 15 novembre 1991 |
| 21 | The Szechuan Dragon                         | Il dragone Szechuan                | 6 maggio 1990     | 18 novembre 1991 |
| 22 | The Sicilian Encounter                      | Due cuori e una cassetta           | 20 maggio 1990    | 19 novembre 1991 |

## Appuntamento ad Atene
- Titolo originale: Appointment in Athens
- Diretto da: Vincent McEveety
- Scritto da: Tom Sawyer

Jessica sta lasciando Parigi per raggiungere Il Cairo durante un tour promozionale del suo ultimo libro, e incontra il suo vecchio amico, l'agente segreto Hagarty. Pur non avendo intenzione di farsi coinvolgere, la signora Fletcher si ritrova suo malgrado ad Atene, intenta a recitare la parte della moglie di Hagarty durante le trattative per il rilascio di un agente rapito pochi giorni prima.
- Altri interpreti: Len Cariou (Michael Hagarty), June Chadwick (Pamela Drake), Thom Christopher (Dimitri Popadopalous), Steve Inwood (sergente Petrakas), Ian Ogilvy (Harold Baines), Richard Todd (colonnello Alec Scofield), Peter Van Norden (Henryk Stuyvesant), Sybil Lines (Madge Scofield), John McCafferty (Laddie Fairchild)

## Segreto confessionale
- Titolo originale: Seal of the Confessional
- Diretto da: Vincent McEveety
- Scritto da: Lynne Kelsey (sceneggiatura) e Whitney Wherrett Roberson (soggetto)

A Cabot Cove si trova Padre Barnes arrivato da pochi giorni per sostituire il parroco della città, quando raccoglie la confessione di una giovane donna che ha commesso un omicidio. Il segreto confessionale non può essere infranto e il sacerdote è molto confuso quando viene scoperto un cadavere sulla spiaggia. Le indagini conducono all'arresto di Eddie, un ragazzo che soffre di un lieve ritardo mentale, per motivi diversi sia Padre Barnes che Jessica sono convinti che non sia stato lui ad uccidere.
- Altri interpreti: Bonnie Bartlett (Marilyn North), Hunt Block (padre Donald Barnes), Alan Feinstein (George Woodward), Robert Horton (Jack Hutchings), Lance Kerwin (Eddie Frayne), Ron Masak (sceriffo Mort Metzger), Madlyn Rhue (Doris West), Jennifer Runyon (Kelly Barrett), William Windom (dottor Seth Hazlitt), Will Nye (Floyd), Jon Cedar (Evan West), Jerry Potter (Joe), Mimi Cozzens (Jimmie)

## Rose gialle per una lady
- Titolo originale: The Grand Old Lady
- Diretto da: Vincent McEveety
- Scritto da: Peter S. Fischer

Leggendo sul giornale la notizia della morte di Lady Abigail Austin, la signora Fletcher racconta uno dei casi di omicidio più clamorosi da lei risolti. Tutto iniziò nel 1947 a bordo della Queen Mary. Lady Abigail era sulla nave in viaggio per New York, quando un uomo irruppe nel bar e crollò a terra, morto. Aiutata da un giovane giornalista, Lady Abigail svolse accurate indagini e riuscì a scoprire il colpevole prima che la nave attraccasse in porto.
- Altri interpreti: Mark Lindsay Chapman (Paul Viscard), Dane Clark (Henri Viscard), June Havoc (Lady Abigail Austin), John Karlen (Martin McGinn), Gary Kroeger (Christy McGinn), Joan McMurtrey (Eleanor Cantrell), Aubrey Morris (Mr. Bellows), Henry Polic II (Arthur Bishop), James Stephens (Lennihan), Gordon Thomson (Daniel McGuire), Robert Vaughn (Edwin Chancellor), Paxton Whitehead (capitano Oliver), Wolf Muser (Peter Daniken), Floyd Levine (Harry Krumholtz), Donald Craig (Nicholas Crane)

## L'errore di Jessica
- Titolo originale: The Error of Her Ways
- Diretto da: Anthony Pullen Shaw
- Scritto da: Donald Ross

Jessica ha appena aiutato il Tenente Hanna in un caso di omicidio. Le sue deduzioni hanno indicato che la colpevole non poteva essere che Marian, la moglie della vittima, ma non tutti sono d'accordo. Marian riesce a pagare la cauzione e uscire di prigione, ma il mattino dopo viene ritrovata morta. La sorella giura che riuscirà a dimostrarne l'innocenza e che denuncerà sia il Tenente Hanna che la Signora Fletcher, anche se quest'ultima è più che sicura di non aver commesso alcun errore.
- Altri interpreti: Susan Blakely (Pauline Byrne), Katherine Cannon (Marian Randall), Paul Gleason (Sterling Bose), Elliott Gould (J.T. Hanna), Marilyn Jones (Linda Dixon), Barbara Parkins (Kay Weber), Marshall Thompson (Ward Silloway), Louis Herthum (Kruger), Peter MacLean (Alden), Thomas H. Middleton (dottor Melville)

## Jack e Bill
- Titolo originale: Jack and Bill
- Diretto da: Chuck Bowman
- Scritto da: Peter S. Fischer e Chuck Bowman

Jessica racconta le disavventure del suo amico Bill Boyle, un ex giocatore di football che una volta ritiratosi ha deciso di diventare investigatore, ma senza grandi risultati. Un giorno, un suo vecchio amico gli affida il suo cane, un barboncino di nome Jack, per un paio d'ore. Pur non essendo entusiasta dell'incarico Bill accetta, ma l'amico muore poco dopo e alcuni malviventi tentano di impadronirsi del cane.
- Altri interpreti: Susan Anton (Celia James), Max Baer (Johnny Wheeler), Warren Berlinger (Sugarman), Pat Harrington Jr. (Lou Brickman), Ken Howard (Bill Boyle), Rosanna Huffman (Marge Brickman), Ellen Travolta (Mona), Glynn Turman (Earl Browder), Rose Portillo (Maria), Whitney Rydbeck (Hastings), Nate Esformes (presidente Ruiz)

## Lettera morta
- Titolo originale: Dead Letter
- Diretto da: Anthony Pullen Shaw
- Scritto da: Paul Schiffer

A Cabot Cove si sta svolgendo una fiera per la raccolta fondi a favore dei Vigili del Fuoco della città e Jessica acquista uno scrittoio. Mentre lo pulisce scopre, incastrata in un cassetto, una lettera risalente a qualche mese prima. Sul momento non dà molta importanza all'accaduto e consegna la lettera a Bud Fricksey, il destinatario. Quando però Fricksey viene ritrovato morto, ucciso con un violento colpo alla testa, fra le ceneri del negozio in cui lavorava, Jessica sospetta che la lettera da lei ritrovata possa essere la chiave del delitto.
- Altri interpreti: Susan Anspach (Lois Fricksey), Rosemary DeCamp (Agnes), Peter Fox (Ron Stiller), George Furth (Fred Owens), Max Gail (Stanley Holmes), Jonathan Goldsmith (Bud Fricksey), Ron Masak (sceriffo Mort Metzger), Richard Paul (Sam Booth), Robin Riker (Connie Kowalski), Al Waxman (Carl Wilson), William Windom (dottor Seth Hazlitt), Will Nye (Floyd), Kevin Bourland (Everett), Richard Riehle (Aaron), Stuart Nelson (Jack)

## Tamburi di morte
- Titolo originale: Night of the Tarantula
- Diretto da: Vincent McEveety
- Scritto da: Chris Manheim

Jessica si concede una vacanza in Giamaica per partecipare alla festa di compleanno di uno dei suoi figliocci, Adam Waverley, il primogenito della sua amica Olivia. La serata dovrebbe essere una sorpresa, ma il vero colpo di scena spetta proprio ad Adam, che si presenta alla festa insieme a Selina, sua moglie. Nessuno sapeva che si fosse sposato, ma la ragazza viene subito accolta da tutti. Solo il padre di Selina non è disposto ad accettare questo matrimonio e arriva a minacciare la famiglia Waverley con rituali voodoo.
- Altri interpreti: Cheryl Arutt (Michelle Dusant), Grand L. Bush (George Gordon), Hurd Hatfield (Jean-Pierre Dusant), Ji-Tu Cumbuka (Calder Williams), James Lancaster (Mark Waverly), Patrick Massett (Adam Waverly), John Rhys-Davies (Harry Waverly), Nancy Valen (Selina Williams Waverly), Shani Wallis (Olivia Waverly), Darrow Igus (sergente Jones), Obaka Adedunyo (dottor Hayes)

## Delitto imperfetto
- Titolo originale: When the Fat Lady Sings
- Diretto da: Walter Grauman
- Scritto da: Peter S. Fischer

Dennis Stanton invita Jessica a teatro per ascoltare il famoso tenore italiano Rosanno Bertolucci. Prima dello spettacolo i due assistono a una spiacevole scenata: un certo Faraday viene scacciato perché stava importunando il soprano Maria, una giovane donna che Rosanno ha preso molto a cuore. Alla fine dell'opera, Faraday si fa trovare nel camerino di Maria. Il tenore furibondo, lo insegue e poco dopo giungono da un vicolo due colpi di pistola. Jessica, Dennis e tutta la compagnia accorrono attirati dagli spari e trovano Faraday ucciso e accanto a lui Bertolucci, in fin di vita a causa di un attacco cardiaco.
- Altri interpreti: Kathleen Beller (Maria Deschier), Theodore Bikel (Rosanno Bertolucci), Lila Kaye (Teresa Mancini), Carol Lawrence (Silvana Bertolucci), Keith Michell (Dennis Stanton), Walter Olkewicz (Howard), Jerry Stiller (tenente Birnbaum), Mark Herrier (Barry Sanderson), Leo Damian (Giorgio Russo), James Short (Lou Faraday)

## Prova generale
- Titolo originale: Test of Wills
- Diretto da: Anthony Pullen Shaw
- Scritto da: Robert E. Swanson

Jessica viene invitata dal miliardario Henry Reynard con un compito ben specifico: deve scoprire chi fra i vari parenti del facoltoso uomo d'affari vuole ucciderlo. In cambio è già pronto per lei un assegno da un milione di dollari. Jessica rifiuta, ma quando apparentemente Reynard muore, durante un violento temporale, non può fare a meno di indagare. Anche perché alla lettura del testamento si scopre che tutte le proprietà, il denaro e le industrie di Reynard sono state assegnate proprio alla nota scrittrice.
- Altri interpreti: Philip Abbott (dottor Hubbard Dabney), Gene Barry (Henry Reynard), John Callahan (Preston Howard), Jill Carroll (Kimberly Carson), Keir Dullea (Jason Reynard), Marj Dusay (Alice Reynard Carson), Morgan Woodward (sceriffo Brademus), Cassie Yates (Valerie Renard), Curt Lowens (Mr. Forest), Victoria Boothby (Mrs. Forest), Jeremy Roberts (sergente Stokley)

## Il caso del tenente Ballinger
- Titolo originale: Class Act
- Diretto da: Allen Reisner
- Scritto da: Peter S. Fischer

Il tenente Ballinger scopre con disappunto che il caso di omicidio su cui sta indagando è stato chiuso con un verdetto di colpevolezza nei confronti di un ragazzo che lui ritiene innocente. Non solo, ma dopo anni di onorato servizio, il tenente viene sollevato dal servizio attivo e mandato a insegnare criminologia in una università. Evidentemente le sue domande infastidivano qualche personaggio in vista, ma il tenente, deciso a fare buon viso a cattivo gioco, prosegue le indagini con il pretesto di accrescere l'esperienza sul campo dei suoi studenti. Che dopo una sola lezione sono rimasti in due.
- Altri interpreti: Grant Heslov (Bernard 'Bernie' Berndlestein), Lise Hilboldt (Elizabeth Mills), Robert Lipton (Colin Hale), Heather McAdam (Jane Ballinger), Barry Newman ('Jake' Ballinger), Gerald S. O'Loughlin (Joe Rawlings), Robert Pine (Andrew Grainger), Hallie Todd (Moira McShane), Garry Walberg (Sam Kendall), Christina Hart (Sister Maria), Elinore O'Connell (Joanne Summerfield), Gloria Cromwell (Anna Gunderson), Robert Casper (Dean Howard Cogden)

## Le virtù di Sam
- Titolo originale: Town Father
- Diretto da: John Llewellyn Moxey
- Scritto da: Philip Gerson

È tempo di elezioni a Cabot Cove e il sindaco uscente, Sam Booth, ha deciso di tornare a candidarsi. Quest'anno però, per la prima volta nella sua carriera, ha un rivale, Milton Overguard. Durante uno dei comizi elettorali di Sam, una giovane e attraente donna prende la parola e gli domanda quando si deciderà a lasciare la politica e tornare da lei per badare ai loro cinque figli. Tutte le malelingue di Cabot Cove si mettono in moto.
- Altri interpreti: Julie Adams (Eve Simpson), Orson Bean (Ebeneezer McEnery), John Considine (Horton Thayer), Gloria DeHaven (Phyllis Grant), Kathryn Grayson (Ideal Molloy), Basil Hoffman (Milton Overguard), William Lanteau (Howard), Ron Masak (sceriffo Mort Metzger), Richard Paul (Sam Booth), Lee Purcell (Annie Mae Chapman), Ruth Roman (Loretta Spiegel), Holland Taylor (Winifred Thayer), William Windom (dottor Seth Hazlitt)

## Giù le mani dal morto
- Titolo originale: Goodbye Charlie
- Diretto da: Anthony Pullen Shaw
- Scritto da: Robert Van Scoyck

Jessica ha appena terminato la stesura del suo ultimo libro. Parla di un giovane investigatore di Hollywood che viene a sapere che suo zio Charlie, di cui non ha notizie da molto tempo, ha appena ereditato una forte somma di denaro. Dopo aver letto su un quotidiano la notizia di un uomo travolto da un treno, di cui non si conosce l'identità, il giovane e la sua compagna pensano di riconoscerlo come lo zio Charlie. Se potessero dimostrare che lo zio è morto, l'eredità spetterebbe loro di diritto. 
- Altri interpreti: Michael Callan (Bart Mahoney), Bryan Cranston (Jerry Wilber), Lise Cutter (Tillie Bascomb), John Finnegan (zio Charlie), Faith Ford (Sunny Albertson), David Huddleston (sceriffo Ed Ten Eyck), Clyde Kusatsu (Jack Yamoto), Bill Maher (Frank Albertson), Ernie Lively (Jake), Robin Bach (Lon Ainsley), Ronny Graham (Clarence), Tessa Richarde (Doreen), Scott Palmer (Raymond Fleischer)

## Jessica e il piccolo investigatore
- Titolo originale: If the Shoe Fits
- Diretto da: Anthony Shaw
- Scritto da: Lynne Kelsey

Il piccolo Kevin Bryce svolge alcuni lavoretti per Jessica e altri abitanti di Cabot Cove per dare una mano alla madre con la quale vive in una piccola casa in affitto appena fuori dal paese.
Una sera, mentre rincasa in bicicletta, Kevin viene quasi investito da un'auto. Giunto a destinazione, non trova sua madre ad accoglierlo e il giorno dopo, quando Jessica lo riaccompagna, trovano il cadavere del loro padrone di casa in un fosso poco distante. La scomparsa della Signora Bryce sembra quasi una confessione, ma sia Kevin che Jessica sono decisi a ritrovarla e dimostrarne l'innocenza.
- Altri interpreti: Jonathan Brandis (Kevin Bryce), Bruce Glover (Jack Franzen), Bridget Hanley (Gloria Franzen), John Harkins (Owen Brownwell), Season Hubley (Marla Bryce), Lorna Luft (Patsy Dumont), Kiel Martin (Danny Snow), Ron Masak (sceriffo Mort Metzger), William Windom (dottor Seth Hazlitt), Will Nye (Floyd)

## Azione privilegiata: omicidio
- Titolo originale: How to Make a Killing Without Really Trying
- Diretto da: Walter Grauman
- Scritto da: Robert E. Swanson (sceneggiatura) e Charles Leinenweber (soggetto)

La Signora Fletcher si reca alla Ashcroft & Royce per controllare i suoi investimenti, ma Philip Royce, il suo agente, sembra avere dimenticato l'appuntamento. Jessica pranza con Norma Pulaski, la segretaria di Philip, e scopre che è una ragazza intraprendente e molto preparata. Quel che Jessica non sa è che è proprio Norma a gestire tutti gli affari dei clienti di Philip, il quale preferisce godersi la vita sui campi da golf. Quando Philip viene trovato ucciso nel suo alloggio, la prima ad essere sospettata è proprio Norma.
- Altri interpreti: Morgan Brittany (Candice Ashcroft), Edd Byrnes (Sid Hooper), John Calvin (Philip Royce), Farley Granger (Jerome Ashcroft), David Groh (Gordon Tully), Lela Ivey (Norma Pulaski), Joe Maruzzo (Rudy Bianco), Kevin Tighe (tenente Moynihan), Barry Van Dyke (Buddy Black)

## Vendesi villa con morto
- Titolo originale: The Fixer-Upper
- Diretto da: John Llewellyn Moxey
- Scritto da: Oliver Hailey (sceneggiatura) e Paul Schiffer (soggetto)

La vita di un'agente immobiliare che tratta esclusivamente case di lusso non è facile, lo sa bene Victoria Griffin, la nipote di Jessica. Ha per le mani una splendida villa a Beverly Hills, una tenuta da quattro milioni di dollari per la quale avrebbe trovato un compratore, ma la proprietaria della casa non è disposta a vendere a quella persona. Mentre Jessica va a teatro con il nipote Howard, Victoria si reca a un appuntamento alla villa, nella speranza di riuscire a concludere. Una volta giunta non trova un acquirente, ma il corpo senza vita della padrona di casa.
- Altri interpreti: Dean Butler (Howard Griffin), Chad Everett (detective Redick), Genie Francis (Victoria Griffin), Vicki Frederick (Claire Hastings), Marty Ingels (Seymour Densch), Andrea King (Housekeeper), George Maharis (Alex Burton), Ken Olandt (Kevin Tarkington), Dack Rambo (Arnold Hastings), Brenda Vaccaro (Didi Blair), Jo de Winter (Deborah Tarkington)

## La donna in nero
- Titolo originale: The Big Show of 1965
- Diretto da: Jerry Jameson
- Scritto da: Robert Van Scoyk

A Jessica viene chiesto di scrivere un libro sull'omicidio di Richie King. Nel lontano 1965, l'assassinio di questo famoso cantante aveva fatto un certo scalpore, tanto più che il caso è rimasto senza un colpevole. La signora Fletcher non sembra convinta, ma ugualmente si reca al teatro, dove si sta per mettere in scena una replica esatta dello spettacolo durante il quale Richie King fu ucciso. Ha così modo di incontrare in una volta sola tutti i testimoni di quello strano omicidio avvenuto venticinque anni prima.
- Altri interpreti: Michael Cole (John Meyerling), Anne Francis (Lee Haley), Elaine Joyce (Cathy Haley), Sheldon Leonard (Bulldog Kowalski), Gavin MacLeod (Art Sommers), Don Most (Ozzie Gerson), Donald O'Connor (Barry Barnes), Connie Stevens (Marge Haley), Jeff Yagher (Scott Fielding), Joy Garrett (Sharon King), Timothy Williams (Sid Lyman), John Rubinow (Joel Roth), Kim Strauss (Richie King)

## Ciak, si uccide
- Titolo originale: Murder - According to Maggie
- Diretto da: John Llewellyn Moxey
- Scritto da: Peter S. Fischer

Una piccola emittente televisiva sopravvive soprattutto grazie alla produzione di una serie di telefilm polizieschi molto apprezzati dal pubblico. Per questo, la decisione di Carmody, il nuovo dirigente, di eliminare la serie dai palinsesti crea molto malumore. Mentre Carmody visiona alcune puntate del serial nella sala di proiezione, una mano armata di pistola sbuca da dietro le tende e lo uccide. Maggie McCauley, sceneggiatrice e autrice del telefilm, aiuta il tenente Palermo a condurre le indagini.
- Altri interpreti: Denis Arndt (Vincent Palermo), Talia Balsam (Julie Pritzer), Diana Canova (Mary Margaret 'Maggie' McCauley), Miriam Flynn (Vi), Dwayne Hickman (Brian Thursdan), Leann Hunley (Dana Darren), Bruce Kirby (Andy Butler), Paul Kreppel (Leo Kaplan), Gary Sandy (Keith Carmody), Tim Thomerson (Bert Rodgers), Ann Morgan Guilbert (Harriet De Vol), Ben Slack (Burnsie), Greg Norberg (Phil Dooley)

## Irlandesi teste dure
- Titolo originale: O'Malley's Luck
- Diretto da: Michael J. Lynch
- Scritto da: Lynne Kelsey

Il poliziotto irlandese O'Malley racconta a Jessica un caso di cui si è occupato di recente. La moglie dell'imprenditore Trent è morta cadendo da un balcone. All'apparenza un suicidio, ma in realtà si è trattato di omicidio. Ci sono pressioni dall'alto che vogliono che il caso sia chiuso, ma O'Malley non ci sta.
- Altri interpreti: Jay Acovone (detective Vinnie Grillo), Eileen Barnett (Gretchen Trent), Pamela Bowen (Cindy Marsh), Stacy Edwards (Frances Xavier Rawley), Pat Hingle (James Ignatius O'Malley), James Carroll Jordan (Paul G. Abbott), Ron Leibman (Roland Trent), Nicholas Pryor (David Kingston), Francesca P. Roberts (Ruth), Carolyn Seymour (Alice Montrose), Philip Sterling (Sam Cohen), Howard Schechter (Detective Rush)

## Il dollaro Stuart
- Titolo originale: Always a Thief
- Diretto da: Walter Grauman
- Scritto da: Peter S. Fischer

Jessica racconta un'avventura di cui è stato protagonista il suo amico Dennis Stanton. Tutto ebbe inizio con il furto di una preziosa moneta, il dollaro Stuart, da casa Douglas. Dopo avere gettato un'occhiata alla cassaforte, Dennis capisce subito, grazie ai suoi trascorsi di ladro, che il furto è stato simulato da qualcuno che doveva conoscere la combinazione e inizia a indagare sul membro della famiglia sempre a corto di quattrini.
- Altri interpreti: Lisa Blount (Andrea Bascomb Douglas), Roscoe Born (Langston 'Lanny' Douglas), Aharon Ipalé (Mahmoud Amini), Shirley Knight (Grace Lambert), Dina Merrill (Monica Douglas), Keith Michell (Dennis Stanton), Chris Mulkey (Joey Freeman), Ed Nelson (Raymond 'Ray' Bascomb), James Sloyan (Robert Butler), Ken Swofford (tenente Catalano), Hallie Todd (Rhoda Markowitz), Marco Lopez (Pedro), Jill Jaress (Deirdre)

## Attimi di follia
- Titolo originale: Shear Madness
- Diretto da: Walter Grauman
- Scritto da: Chris Manheim

Jessica è in Texas per partecipare al matrimonio di sua cugina Anne. Inaspettatamente giunge anche il fratello George, dimesso dalla clinica per la cura dei disturbi mentali in cui viveva da molti anni, da quando aveva ucciso in un accesso di follia il marito di Anne. Secondo i medici, adesso l'uomo è perfettamente guarito, ma la presenza di George crea una certa tensione, anche perché Anne non ha mai parlato di lui a Bill, il suo futuro marito. Durante il ricevimento George viene aggredito verbalmente da Rosemary Taylor, la giornalista locale, e fugge. Quella stessa sera, Bill viene trovato morto in cantina. È stato ucciso in una macabra replica dell'omicidio di tanti anni prima. I sospetti ricadono subito su George, ancora latitante, ma Jessica è sicura della sua innocenza.
- Altri interpreti: Barbara Babcock (Rosemary Taylor), Dennis Christopher (dottor Henry Carlson), Linda Grovenor (Meg Taylor), Shirley Jones (Ann Owens Arden), William Lucking (sceriffo Barnes), Sandy McPeak (Bill Spenser), Doris Roberts (Helen Owens), Robert Walker Jr. (George Owens), Bryan O'Byrne (reverendo Simmons), Loren Blackwell (Nathan Rollins)

## Il dragone Szechuan
- Titolo originale: The Szechuan Dragon
- Diretto da: Kevin G. Cremin
- Scritto da: Tom Sawyer

Mentre Jessica è a Londra per assistere alla prima di una commedia interpretata da sua cugina Emma, Grady si trasferisce a casa sua a Cabot Cove, insieme alla moglie Donna, ormai agli ultimi mesi di gravidanza. L'intenzione è di passare una tranquilla settimana lontani dai rumori, dallo smog e dalla violenza di New York, ma la prima notte trascorsa nella casa della zia si conclude con un marinaio sconosciuto ucciso nell'ingresso.
- Altri interpreti: Belinda Bauer (Carla Thyssen), Ramon Bieri (Nick Zavakis), Elinor Donahue (Connie Lewis), Michael Horton (Grady Fletcher), James Lew (Cambodian), Ron Masak (sceriffo Mort Metzger), David Warner (Justin Hunnicut), William Windom (dottor Seth Hazlitt), Debbie Zipp (Donna Mayberry Fletcher), Bernie Coulson (Stanley Lewis), Will Nye (Floyd), Cliff Osmond (Kris Karas)

## Due cuori e una cassetta
- Titolo originale: The Sicilian Encounter
- Diretto da: Kevin G. Cremin
- Scritto da: Robert E. Swanson

Jessica ci racconta una nuova avventura del suo amico, agente dei servizi segreti britannici, Michael Hagarty. Questa volta si trova in Sicilia e fa la sua comparsa presso la famigerata e potente famiglia Carboni nei panni di un monsignore di Boston. I fratelli Carboni lo accolgono con tutti gli onori, ma la giovane vedova Carboni ha occhi solo per il futuro sposo, un certo Peter Baines, un uomo che ama le comodità ottenute con uno sforzo minimo. Hagarty incoraggia i due piccioncini, arrivando a sposarli e ad accompagnarli in Svizzera per la loro luna di miele.
- Altri interpreti: Vincent Baggetta (Antonio Carboni), Joseph Cali (Priest), Len Cariou (Michael Hagarty / Monsignor O'Shaugnessy), George DiCenzo (Mario Carboni), Deidre Hall (Claudia Carboni / Jennifer Paige), Robert Miranda (Gino Carboni), Ian Ogilvy (Peter Baines), John Standing (Daniel Trent), Daniel Trent (Barton), Ralph Manza (padre Anselmo), Daniel D. Anderson (Korshack), James Garrett (Llewellyn)